# Élection présidentielle biélorusse de 1994
L'élection présidentielle biélorusse de 1994 a été la première élection présidentielle depuis l'indépendance de la Biélorussie en 1991. L'élection s'est déroulée en 2 tours qui ont prit place respectivement le 23 juin et 10 juillet 1994. L'élection résultera sur la victoire de Alexandre Loukachenko, qui reste à ce jour le président de la république de Biélorussie.

## Système électoral
Le président de la république de Biélorussie est élu au suffrage universel direct au cours d'un scrutin libre et secret pour un mandat de cinq ans, selon un mode de scrutin uninominal majoritaire à deux tours modifié : est élu le candidat qui recueille plus de 55 % des suffrages exprimés au premier tour. À défaut, un second tour est organisé entre les deux candidats arrivés en tête, et celui recueillant le plus de suffrages est déclaré élu.

## Résultats du premier tour
| Candidats                | Partis                               | Premier tour | Premier tour |
| Candidats                | Partis                               | Voix         | %            |
| ------------------------ | ------------------------------------ | ------------ | ------------ |
| Alexandre Loukachenko    | Indépendant                          | 2 646 140    | 45,70        |
| Viatcheslav Kébitch      | Indépendant                          | 1 023 174    | 17,67        |
| Zianon Pazniak           | Front populaire biélorusse           | 757 195      | 13,08        |
| Stanislaw Chouchkievitch | Indépendant                          | 585 143      | 10,10        |
| Aliaksandar Doubko (en)  | Parti agrarien de Biélorussie        | 353 119      | 6,10         |
| Vassil Novikaw (be)      | Parti des communistes de Biélorussie | 253 009      | 4,37         |
| « Aucun d'entre eux »    |                                      | 165 023      | 2,80         |
| Votes invalides          | Votes invalides                      | 121 509      | -            |